# Fleming Glacier
Fleming Glacier är en glaciär i Antarktis. Den ligger i Västantarktis. Argentina, Chile och Storbritannien gör anspråk på området. Fleming Glacier ligger 963 meter över havet.
Terrängen runt Fleming Glacier är platt åt sydväst, men åt nordost är den kuperad. Terrängen runt Fleming Glacier sluttar brant västerut. Trakten är obefolkad. Det finns inga samhällen i närheten.